# Neil Patrick Harris
Neil Patrick Harris (Albuquerque, 15 juni 1973) is een Amerikaans acteur en voormalig kindster. Hij maakte in 1988 zijn filmdebuut toen hij zowel in Clara's Heart als Purple People Eater verscheen. Een jaar later kreeg hij de titelrol in de televisieserie Doogie Howser, M.D. Voor Clara's Heart, Doogie Howser én voor zijn rol als de flamboyante casanova Barney Stinson in How I Met Your Mother werd Harris genomineerd voor een Golden Globe. Laatstgenoemde serie leverde hem in totaal twee Golden Globe-nominaties op en daarnaast vier nominaties voor een Emmy Award.

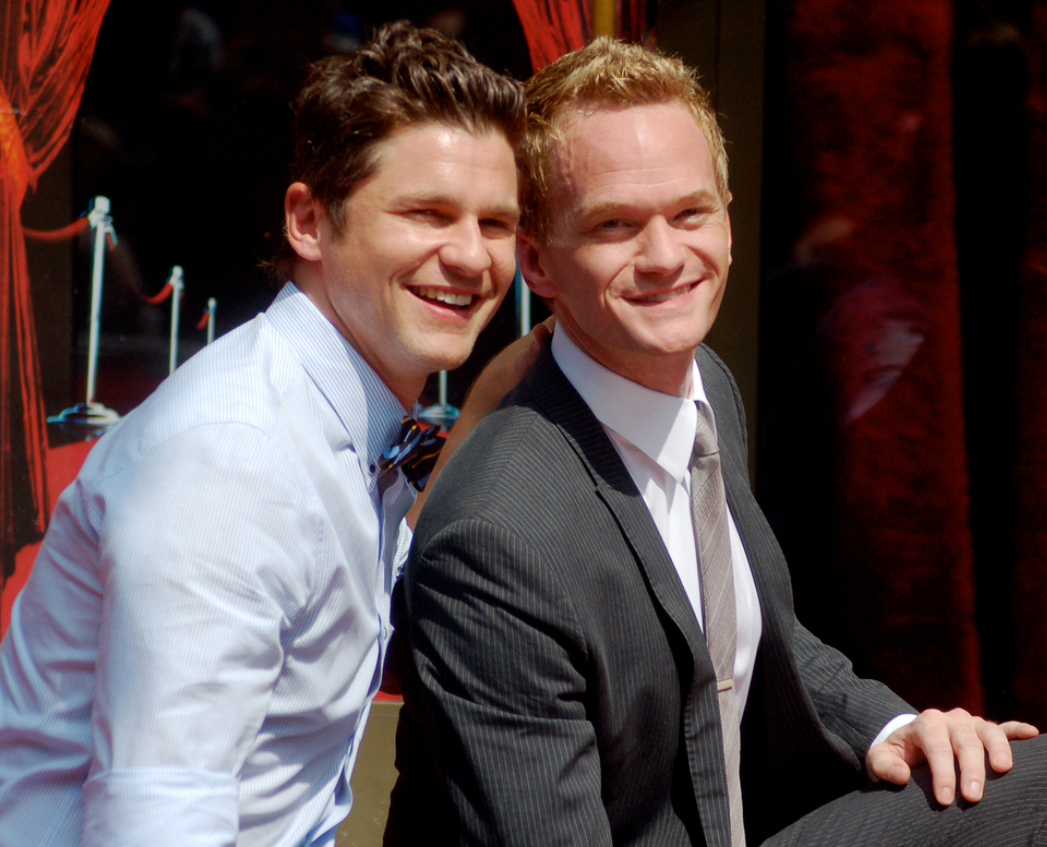
Harris met zijn partner David Burtka

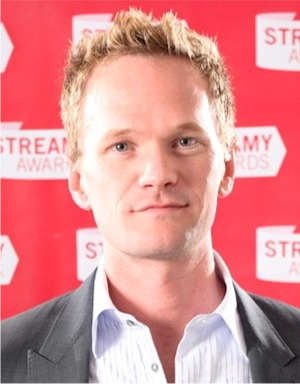
Neil Patrick Harris in 2009

## Carrière
Harris' carrière begon in zijn kindertijd. Zijn eerste grote rollen kwamen in 1988 toen hij in twee films speelde: Clara's Heart en Purple People Eater. Het jaar daarop speelde hij de hoofdrol in de televisieserie Doogie Howser, M.D. Nadat de serie in 1994 stopte, speelde Harris in verschillende televisieseries gastrollen. Het jaar daarop maakte hij de overstap als volwassene naar film. Sindsdien speelde hij bijrollen in verschillende films. In Harold & Kumar Go to White Castle speelde hij een fictieve versie van zichzelf. Hij speelde verschillende hoofdrollen in televisiefilms en speelde in 1999 met Tony Shalhoub in de sitcom Stark Raving Mad, die na het einde van het eerste seizoen stopgezet werd.
Op Broadway heeft Harris in musicals en toneelstukken gespeeld. In 2001 speelde hij Tobias Ragg in Sweeney Todd en het jaar daarop speelde hij in Proof. In 2003 was hij Emcee in Cabaret. In 2004 speelde hij een dubbelrol in de musical Assassins. Ook speelde hij de rol van Mark Cohen in de musical Rent.
Van 2005 tot en met 2014 speelde hij de rol van Barney Stinson in de sitcom How I Met Your Mother. Deze rol leverde hem in 2007 een Emmy Award-nominatie op.
In 2008 verscheen Harris samen met Nathan Fillion en Felicia Day in Joss Whedons 'webmusical' Dr. Horrible's Sing-Along Blog.
In 2011 kreeg Harris een ster op de Hollywood Walk of Fame.
Vanaf 2017 speelde Harris Graaf Olaf in A Series of Unfortunate Events.

## Privéleven
Op 23 oktober 2006 berichtte de website www.Canada.com over de relatie van Harris met de acteur David Burtka. Anderhalve week later, op 3 november, kwam Harris openlijk uit voor zijn homoseksualiteit in People. Harris en Burtka hebben samen, via een draagmoeder, twee kinderen, een tweeling geboren op 12 oktober 2010. Op 6 september 2014 zijn Burtka en Harris getrouwd.

## Filmografie

### Film
- 2023 Doctor Who Special 3 - The Toymaker
- 2021 The Matrix Resurrections - The Analyst
- 2017 Downsizing - Jeff Lonowski
- 2014 Gone Girl - Desi Collings
- 2014 A Million Ways to Die in the West - Foy
- 2013 De Smurfen 2 - Patrick Winslow
- 2012 American Reunion - zichzelf
- 2011 The Muppets - zichzelf
- 2011 A Very Harold & Kumar Christmas - zichzelf
- 2011 Beastly - Will Fratalli
- 2011 De Smurfen - Patrick Winslow
- 2008 Prop 8: The Musical - 'A Very Smart Fellow'
- 2008 Harold & Kumar Escape from Guantanamo Bay - zichzelf
- 2008 Justice League: The New Frontier - Barry Allen aka The Flash (stem)
- 2005 The Golden Blaze - Eigenaar stripboekenwinkel (stem)
- 2005 The Christmas Blessing (televisiefilm) - Nathan Andrews
- 2004 Harold & Kumar Go to White Castle - zichzelf
- 2002 Undercover Brother - Lance
- 2002 The Mesmerist - Benjamin
- 2001 Sweeney Todd: The Demon Barber of Fleet Street in Concert (televisiefilm) - Tobias Ragg
- 2001 The Wedding Dress (televisiefilm) - Travis Cleveland
- 2000 The Next Best Thing - David
- 1999 Joan of Arc (televisiefilm) - Dauphin, later koning Karel VII van Frankrijk
- 1998 The Christmas Wish (televisiefilm) - Will Martin
- 1998 The Proposition - Roger Martin
- 1997 Starship Troopers - Kolonel Carl Jenkins
- 1995 The Man in The Attic (televisiefilm) - Edward Broder
- 1995 Not Our Son (televisiefilm) - Paul Kenneth Keller
- 1995 Animal Room - Arnold Mosk
- 1995 Legacy of Sin: The William Coit Story (televisiefilm) - William Coit
- 1995 My Antonia (televisiefilm) - Jimmy Burden
- 1994 Snowbound: The Jim and Jennifer Stolpa Story (televisiefilm) - Jim Stolpa
- 1993 A Family Torn Apart (televisiefilm) - Brian Hannigan
- 1993 For Our Children: The Concert (televisiefilm) - I'm Not a Doctor, But I Play One on TV
- 1991 Stranger in the Family (televisiefilm) - Steve Thompson
- 1989 Cold Sassy Tree (televisiefilm) - Will Tweedy/verteller
- 1989 Home Fires Burning (televisiefilm) - Lonnie Tibbetts
- 1988 Purple People Eater
- 1988 Too Good to Be True (televisiefilm) - Danny Harland (televisiefilm)
- 1988 Clara's Heart - David

### Televisie
- 2022 - Uncoupled
- 2021 - It's a Sin - Henry Coltrane
- 2020 - Star Wars: Visions - Karre (afl. The Twins)
- 2017 - 2019 A Series of Unfortunate Events - Graaf Olaf
- 2010 - Glee - Bryan Ryan
- 2009 - Batman: The Brave and the Bold - Music Meister (afl. Mayhem of the Music Meister)
- 2005 - 2014 How I Met Your Mother - Barney Stinson
- 2003 - Spider-Man: The New Animated Series - Peter Parker / Spider-Man
- 2002 - Justice League - Ray Thompson
- 1999-2001 - Stark Raving Mad - Henry McNeeley
- 1990 - B.L. Stryker - Todd Davis
- 1989 - 1993 Doogie Howser, M.D. - Dr. Douglas 'Doogie' Howser

### Theater
- 2014 Hedwig And The Angry Inch - Hedwig
- 2006 All My Sons - Chris Keller
- 2006 Amadeus - Wolfgang Amadeus Mozart
- 2005 Tick,Tick...BOOM! - Jon
- 2004 Assassins - Balladeer en Lee Harvey Oswald
- 2003 Cabaret - Emcee
- 2002 Proof - Hal
- 2001 Sweeney Todd - Tobias Ragg
- 1998 Romeo en Julia - Romeo
- 1997 Rent - Mark Cohen

### Internet
- 2008 Dr. Horrible's Sing-Along Blog - Billy/Dr. Horrible (webmusicalserie)
- 2012 Neil's Puppet Dreams - zichzelf (webserie)

- Bibsys: 15007182
- Biblioteca Nacional de España: XX1185417
- Bibliothèque nationale de France: cb14185564c (data)
- Catàleg d'autoritats de noms i títols de Catalunya: 981058529218406706
- Gemeinsame Normdatei: 135253276
- International Standard Name Identifier: 0000 0001 1883 0158
- Library of Congress Control Number: no92005724
- MusicBrainz: 587fbf06-1cc0-4ae6-91ef-afe832385b13
- Nationale Bibliotheek van Tsjechië: xx0129542
- Nationale bibliotheek van Australië: 53522577
- Nationale Bibliotheek van Israël: 987007340367005171
- Nationale Bibliotheek van Polen: a0000003517702
- Nederlandse Thesaurus van Auteursnamen: 330611666
- SNAC: w6hc1x52
- Système universitaire de documentation: 155823019
- Trove: 1536908
- Virtual International Authority File: 160587267
- WorldCat: E39PBJqbhkj3QbfjrFWbwqq84q